# Cigarette Daydreams
«Cigarette Daydreams» es una canción de la banda estadounidense de rock alternativo Cage the Elephant. Producida por Jay Joyce, fue lanzada como el tercer sencillo del tercer álbum de estudio de la banda, Melophobia, el 26 de agosto de 2014. Alcanzó el primer puesto en la lista de canciones alternativas de Billboard en los Estados Unidos, convirtiéndose en el segundo sencillo número uno de Melophobia, después del sencillo del álbum «Come a Little Closer», y el quinto éxito general de la banda. Una versión instrumental aparece en el videojuego Marvel's Spider-Man 2.

## Letra
El cantante Matt Shultz ha declarado que la canción está inspirada en una «experiencia personal» y que las palabras le vinieron naturalmente. Después de comenzar a escribir, Shultz llamó al productor del álbum, quien le dijo: «¡Matt, termina la canción ahora mismo! Simplemente hazlo». Shultz también señaló que la canción surgió de un deseo de «ser transparente y hablar desde una honestidad cruda».

## Vídeo musical
El video musical oficial de «Cigarette Daydreams» fue dirigido por Mark Pellington y lanzado el 5 de septiembre de 2014. El video cuenta con la actriz Juliette Buchs, quien más tarde se convirtió en la esposa del líder de Cage the Elephant, Matthew Shultz, interpretando a una mujer que lucha por encontrar paz en su vida, entremezclada con diversas escenas de ella huyendo de una entidad desconocida.

## Gráficos

### Gráficos semanales
| Listas (2015)                                 | Mejor posición |
| --------------------------------------------- | -------------- |
| Canadá (Canada Rock)                          | 6              |
| Estados Unidos (Bubbling Under Hot 100)       | 2              |
| Estados Unidos (Adult Top 40)                 | 40             |
| Estados Unidos (Hot Rock & Alternative Songs) | 9              |

### Gráficos anuales
| Listas (2015)                     | Posición |
| --------------------------------- | -------- |
| US Hot Rock Songs (Billboard)     | 39       |
| US Rock Airplay Songs (Billboard) | 18       |

## Certificaciones
| País           | Organismo certificador | Certificación | Ventas certificadas | Ref.   |
| -------------- | ---------------------- | ------------- | ------------------- | ------ |
| Brasil         | Pro-Música Brasil      | Platino       | 60 000              | [ 10 ] |
| Reino Unido    | BPI                    | Platino       | 600 000             | [ 11 ] |
| Estados Unidos | RIAA                   | 3× Platino    | 3 000               | [ 12 ] |